# Caridad García Álvarez
María Caridad García Álvarez (Cartagena, 26 d'agost de 1946) és una política espanyola d'Esquerra Unida (IU).
Procedent del Partit Socialista Obrer Espanyol (PSOE) el 1987 es va incorporar a Esquerra Unida (IU), i es va convertir en regidora de l'Ajuntament d'Alcobendas el 1991. Inclosa al número 5 de la llista d'Esquerra Unida de la Comunitat de Madrid per a les eleccions a l'Assemblea de Madrid de 1999, va resultar escollida diputada per a la cinquena legislatura del parlament regional. Va renovar el seu escó a les eleccions autonómiques de maig de 2003, octubre de 2003 i maig de 2007.
El 2011 es va convertir en diputada per Madrid de la desena legislatura del Congrés dins del Grup Parlamentari de l'Esquerra Plural. Va ser portaveu del seu grup parlamentari a la Comissió d'Educació.
Va repetir com a candidata per a les eleccions municipals a Alcobendas els anys 2011, 2015 i 2019 dins de les candidatures d'Esquerra Unida, Esquerra Unida Comunitat de Madrid-Els Verds (7a.) i Esquerra Unida-Madrid Dempeus (13a.) respectivament.